# André Moss
André Moss, artiestennaam van Dries Patijn (Rotterdam, 17 mei 1934 – Etten-Leur, 21 juni 1989), was een Nederlandse saxofonist.

## Biografie
André Moss heeft veel sessiewerk verricht op producties van Jack Jersey (Jack de Nijs). Daarnaast maakte hij ook instrumentale soloplaten gecomponeerd en geproduceerd door Jack de Nijs waaronder grote hits als Ella, Rosita, Let the bouzoukis play, My Spanish rose en Laura.
De grootste hit was Ella uit 1973. In Nederland bereikte de single de vierde plaats in zowel de Veronica Top 40 als de Daverende Dertig. Het was tevens de tv- en radio-tune voor de TROS in datzelfde jaar. Ook Rosita werd later door de TROS uitgekozen als tune.
In België behaalde Ella een nummer 10-positie en bleef 9 weken in de lijst; Rosita stond 12 weken in de lijst, met nummer 8 als hoogste notering. My Spanish Rose bleef 9 weken in de lijst met als hoogste notering nummer 12.
Dries Patijn overleed op 55-jarige leeftijd in het bijzijn van zijn echtgenote Rietje en zoon Sjakkie (Jacky) thuis aan een hartaanval.

## Discografie
Singles
| Jaar | single                 | Top 40 | Hitparade |
| ---- | ---------------------- | ------ | --------- |
| 1973 | Ella                   | 4      | 4         |
| 1974 | Rosita                 | 9      | 11        |
| 1975 | Let the bouzoukis play | 32     | 25        |
| 1975 | My Spanish rose        | 17     | 17        |
| 1976 | Laura                  | tip    | tip       |

Albums
| Jaar | album                     | piek | weken |
| ---- | ------------------------- | ---- | ----- |
| 1974 | Ella                      | 3    | 21    |
| 1974 | Rosita                    | 3    | 23    |
| 1975 | My Spanish rose           | 8    | 12    |
| 1976 | 5 jaar losse groeven hits | 22   | 8     |
| 1976 | Laura                     | 30   | 8     |
| 1980 | Bella notte               | 25   | 9     |
| 1981 | 18 karaats                | 17   | 10    |

## Onderscheidingen

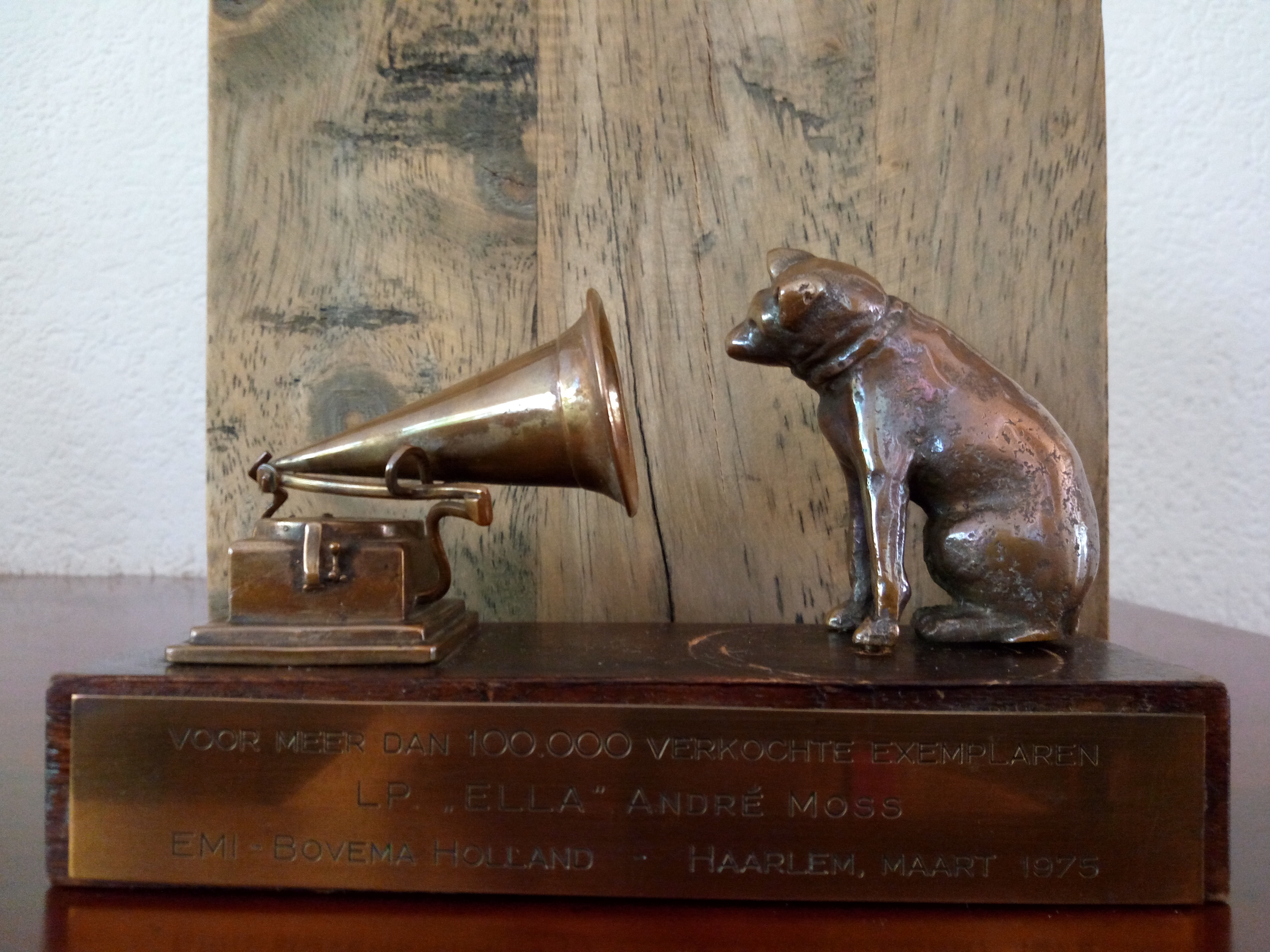
His Master's Voice

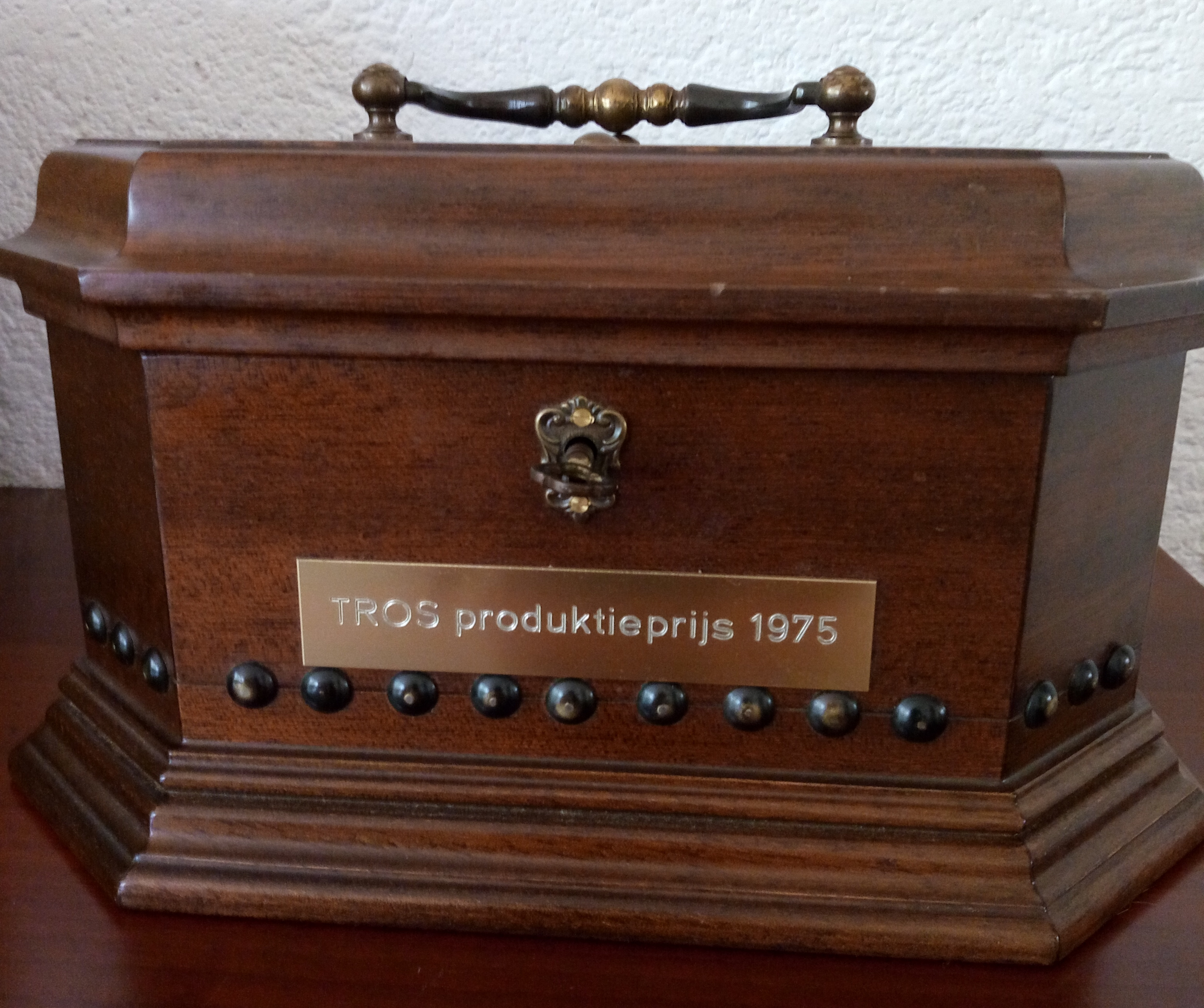
Produktieprijs, 1975

Hij werd tweemaal onderscheiden met His Master's Voice, ook wel Gouden Hond, voor de albums Ella en Rosita. Ook werd hij in 1975 onderscheiden met de TROS-Produktieprijs.
| Jaar | artiest         | titel    | drager                |
| ---- | --------------- | -------- | --------------------- |
| 1974 | Ella            | elpee    | 1x goud en 3x platina |
| 1974 | Ella            | cassette | goud                  |
| 1974 | Rosita          | elpee    | 2x goud en 1x platina |
| 1974 | Rosita          | cassette | goud                  |
| 1975 | My Spanish rose | elpee    | 1x goud               |
| 1975 | My Spanish rose | cassette | goud                  |